# Никола Дончев
Никола Дончев Михов е български политически деец от БКП.

## Биография
Роден е на 22 февруари 1900 година в град София. От 1919 година е член на БКП. В периода 1926 – 1930 година е последователно секретар на Градския комитет в София и член на ЦК на БКМС. Между 1928 и 1930 година учи в Комунистическия университет за национални малцинства на Запада. Връща се в България и става инструктор на ЦК на БКП. През 1936 година след 6-и пленум е избран за член на ЦК на БКП. По това време е секретар на ОК на БКП в София. Въдворен е в лагер през септември 1941 година. През 1943 година избягва от лагера. Пак работи като секретар на ОК на БКП и е член на ЦК. Участва в Съпротивителното движение през Втората световна война. Активен участник в организирането на партизанското движение в района на Ихтиман и Самоков. От 1944 до 1947 година е секретар на ОК на БКП за София